# Javier Salinas Narváez
Javier Salinas Narváez (Ocoyoacac, Estado de México, 22 de noviembre de 1965) es un político mexicano, exmilitante del Partido de la Revolución Democrática. Fue diputado de la LIX Legislatura del Estado de México.
En la Universidad Autónoma del Estado de México, estudió la licenciatura en Derecho; y la maestría en Economía y Gobierno, en la Universidad Anáhuac, donde cursa actualmente es candidato a doctor en Administración Pública.
Fue representante del PRD ante el Instituto Electoral del Estado de México. Ha sido regidor en el municipio de Ocoyoacac. Entre sus actividades legislativas destaca haber sido coordinador de asesores del Grupo Parlamentario del PRD durante la LII Legislatura del Estado de México. Diputado local durante la LIII Legislatura del Estado de México, presidente de la Comisión de Finanzas Públicas y coordinador de la fracción parlamentaria del PRD. Es consejero nacional del PRD.
Actualmente, se desempeña como Secretario Nacional de Administración, Finanzas y Promoción de Ingresos del Comité Ejecutivo Nacional del Partido de la Revolución Democrática, cargo que refrendó en 2011 debido a su destacada labor en este partido político.
En febrero de 2019 anuncia renuncia al PRD y se incorpora a Morena. 
- Datos: Q5846280